# Agrostemma brachyloba
Espèce
 Agrostemma brachyloba est une espèce de plante herbacée appartenant à la famille des Caryophyllacées.